# Monstre Cosmic
Monstre Cosmic es un álbum de estudio de la banda francesa de Post-rock e Indie pop Monade. El álbum fue editado en el año 2008 y cuenta con la participación de Joe Watson como productor, instrumentalista y arreglista y con la colaboración de Julien Gasc y Emmanuel Mario de la banda francesa Momotte en varios tracks.

Es el tercer trabajo discográfico del proyecto de Laetitia Sadier y el segundo como una banda completa. 6 de los temas del disco fueron grabados con la banda, a cargo de Marie Merlet, Nicolas Etienne, David Loquer y Laetitia Sadier y los tracks restantes son fruto de una colaboración de Sadier con Julien y Mario de Momotte.Las cuerdas estuvieron a cargo del Bordeaux conservatoire y algunos coros fueron brindados por la ex Luna Parker Rachel Ortas.

## Lista de canciones
Todas las canciones fueron escritas por Laetitia Sadier salvo "Messe Joyeuse", letra por Nicolas Etienne.
1. "Noir-Noir" – 0:53
2. "Étoile" – 04:59
3. "Lost Language" – 6:11
4. "Elle Topo" – 4:27
5. "Messe Joyeuse" – 3:06
6. "Regarde" – 3:37
7. "Invitation" – 06:45
8. "Tout En Tout Est Un" – 2:56
9. "Entre Chien Et Loup" – 5:02
10. "Change Of Destination" – 13:32

- Datos: Q6022150